# Комедія (театр, Загреб)
45°48′58″ пн. ш. 15°58′42″ сх. д. / 45.81611° пн. ш. 15.97833° сх. д.
«Комедія» (хорв. Kazalište Komedija) — міський театр оперети у столиці Хорватії місті Загребі, значний культурний осередок Загреба і Хорватії. Тут уперше в Хорватії (і тодішній СФРЮ) відіграли мюзикл (1969). 
Театр розташований у самому середмісті Загреба — на Каптолі і займає частину комплексу колишнього францисканського кляштору.

## Про театр
Загребський міський театр «Комедія» був створений 1 листопада 1950 року як правонаступник Загребського драматичного театру і комічного театру «Керемпух» (Kerempuh). 
Головна діяльність театру включає постановку і виконання музичних вистав — оперета і комічна опера з 1950 року, мюзикли з 1960-х років, рок- і поп-опери з 1975 року, а також драматичні постановки — переважно комедії класичні та сучасні, як місцевих, так і міжнародних комедіографів. 
Художній ансамбль театру — драматичні актори і актори-співаки, хор, балет і оркестр — загалом понад 150 співробітників, включаючи технічний і обслуговчий персонал. 
Перша вистава на сцені театру «Комедія» була зіграна 29 листопада 1950 року, і загалом колектив за свою історію існування відіграв їх близько 13 000 і 300 різних найменувань. З-поміж найбільших хітів «Комедіантів»: мюзикли Jalta, Jalta (Гргич - Кабільйо), Guslač na krovu (Bock - Stein); оперети Zemlja smiješka (Легар), Kneginja čardaša (Кальман), Šišmiš (Штраус); комедії Probudi se, Kato (Гргич), Klupko (Budak) та рок-опери Gubec beg (Krajač - Metikoš - Prohaska) і Grička vještica (Krajač - Metikoš - Prohaska).
Театр «Комедія» здобув безліч престижних нагород як за свої втілені проекти, так і особисті нагороди яскравих членів творчого колективу.